# Sauvagnat
Sauvagnat est une commune française, située dans le département du Puy-de-Dôme en région Auvergne-Rhône-Alpes.

## Géographie

### Localisation
Sauvagnat est située à l'ouest du département du Puy-de-Dôme.
Huit communes sont limitrophes :
| Saint-Étienne-des-Champs   | Puy-Saint-Gulmier |                      |
| Herment, Verneugheol       | Sauvagnat         | Prondines            |
| Saint-Germain-près-Herment |                   | Tortebesse, Briffons |

### Climat
Pour des articles plus généraux, voir Climat d'Auvergne-Rhône-Alpes et Climat du Puy-de-Dôme.
En 2010, le climat de la commune est de type climat de montagne, selon une étude du Centre national de la recherche scientifique s'appuyant sur une série de données couvrant la période 1971-2000. En 2020, Météo-France publie une typologie des climats de la France métropolitaine dans laquelle la commune est exposée à un climat de montagne ou de marges de montagne et est dans la région climatique  Ouest et nord-ouest du Massif Central, caractérisée par une pluviométrie annuelle de 900 à 1 500 mm, maximale en automne et en hiver. 
Pour la période 1971-2000, la température annuelle moyenne est de 9,1 °C, avec une amplitude thermique annuelle de 15 °C. Le cumul annuel moyen de précipitations est de 1 076 mm, avec 12,6 jours de précipitations en janvier et 8,5 jours en juillet. Pour la période 1991-2020, la température moyenne annuelle observée sur la station météorologique de Météo-France la plus proche, « Gelles », sur la commune de Gelles à 11 km à vol d'oiseau, est de 9,5 °C et le cumul annuel moyen de précipitations est de 1 026,1 mm,. Pour l'avenir, les paramètres climatiques de la commune estimés pour 2050 selon différents scénarios d'émission de gaz à effet de serre sont consultables sur un site dédié publié par Météo-France en novembre 2022.

## Urbanisme

### Typologie
Au 1er janvier 2024, Sauvagnat est catégorisée commune rurale à habitat très dispersé, selon la nouvelle grille communale de densité à sept niveaux définie par l'Insee en 2022.
Elle est située hors unité urbaine et hors attraction des villes,.

### Occupation des sols
L'occupation des sols de la commune, telle qu'elle ressort de la base de données européenne d’occupation biophysique des sols Corine Land Cover (CLC), est marquée par l'importance des territoires agricoles (61,9 % en 2018), en augmentation par rapport à 1990 (61 %). La répartition détaillée en 2018 est la suivante : prairies (46 %), forêts (38,1 %), zones agricoles hétérogènes (15,9 %). L'évolution de l’occupation des sols de la commune et de ses infrastructures peut être observée sur les différentes représentations cartographiques du territoire : la carte de Cassini (XVIIIe siècle), la carte d'état-major (1820-1866) et les cartes ou photos aériennes de l'IGN pour la période actuelle (1950 à aujourd'hui).

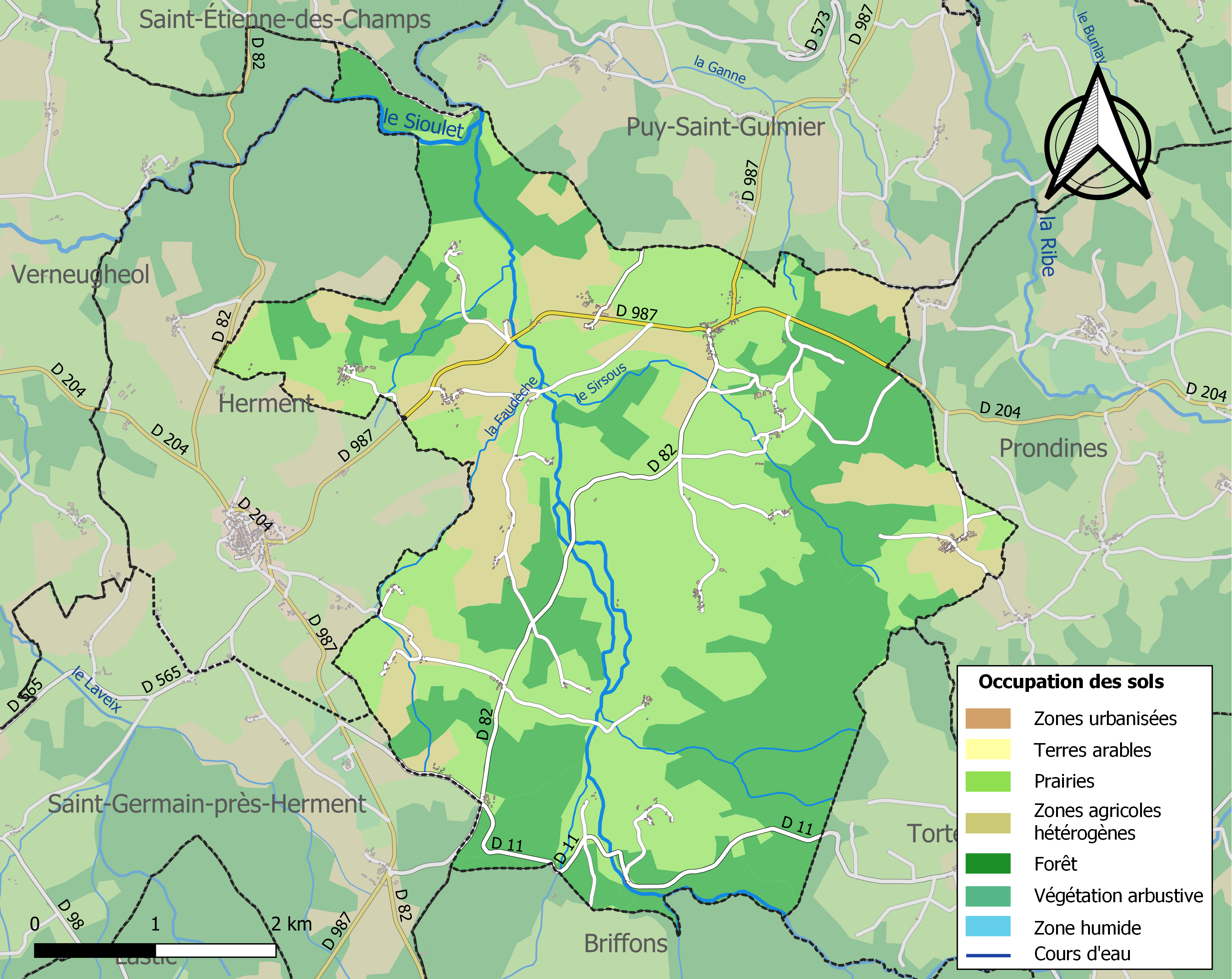
Carte des infrastructures et de l'occupation des sols de la commune en 2018 (CLC).

### Voies de communication et transports
La commune est traversée par les routes départementales 987 (ancienne route nationale 687 sur l'axe Pontaumur – Bourg-Lastic), 204 (vers Prondines et Gelles), 11, 82 et 204h.

## Toponymie
L'origine du nom de Sauvagnat remonterait à l'anthroponyme gallo-romain Silvanus auquel est apposé le suffixe -acum, ce qui correspondrait à Salviniacum, « domaine de Silvanus » - et qui deviendra Sauvan en occitan.

## Politique et administration

### Découpage territorial
La commune de Sauvagnat est membre de la communauté de communes Chavanon Combrailles et Volcans, un établissement public de coopération intercommunale (EPCI) à fiscalité propre créé le 1er janvier 2017 dont le siège est à Pontaumur. Ce dernier est par ailleurs membre d'autres groupements intercommunaux. Jusqu'en 2016, elle faisait partie de la communauté de communes Sioulet-Chavanon.
Sur le plan administratif, elle est rattachée à l'arrondissement de Riom depuis 2017, à la circonscription administrative de l'État du Puy-de-Dôme et à la région Auvergne-Rhône-Alpes. Avant mars 2015, elle faisait partie du canton d'Herment.
Sur le plan électoral, elle dépend du canton de Saint-Ours pour l'élection des conseillers départementaux, depuis le redécoupage cantonal de 2014 entré en vigueur en 2015, et de la deuxième circonscription du Puy-de-Dôme pour les élections législatives, depuis le dernier découpage électoral de 2010 (troisième circonscription avant 2010).

### Élections municipales et communautaires

#### Élections de 2020
Le conseil municipal de Sauvagnat, commune de moins de 1 000 habitants, est élu au scrutin majoritaire plurinominal à deux tours avec candidatures isolées ou groupées et possibilité de panachage. Compte tenu de la population communale, le nombre de sièges à pourvoir lors des élections municipales de 2020 est de 11. La totalité des candidats en lice est élue dès le premier tour, le 15 mars 2020, avec un taux de participation de 77,92 %.

#### Chronologie des maires
| Période                                  | Période                    | Identité                     | Étiquette | Qualité                                       |
| ---------------------------------------- | -------------------------- | ---------------------------- | --------- | --------------------------------------------- |
| Les données manquantes sont à compléter. |                            |                              |           |                                               |
| 1837                                     | 1870                       | Marien Monneron              |           |                                               |
| 1870                                     | 1878                       | Ernest Giraudon              |           |                                               |
| 1870                                     | 1896                       | François Collange            |           |                                               |
| 1896                                     | 1945                       | Joseph Pouyet                |           | Avocat Conseiller général du canton d'Herment |
| 1945                                     | 1965                       | Jean-Baptiste Etienne Bertin |           |                                               |
| mars 2001                                | mars 2014                  | Daniel Morel                 |           |                                               |
| mars 2014 (réélu en 2020)                | En cours (au 29 août 2021) | Franck Milord,               |           | Agriculteur                                   |

## Population et société

### Démographie
L'évolution du nombre d'habitants est connue à travers les recensements de la population effectués dans la commune depuis 1793. Pour les communes de moins de 10 000 habitants, une enquête de recensement portant sur toute la population est réalisée tous les cinq ans, les populations de référence des années intermédiaires étant quant à elles estimées par interpolation ou extrapolation. Pour la commune, le premier recensement exhaustif entrant dans le cadre du nouveau dispositif a été réalisé en 2005.

En 2022, la commune comptait 145 habitants, en évolution de +12,4 % par rapport à 2016 (Puy-de-Dôme : +2,1 %, France hors Mayotte : +2,11 %).
| 1793 | 1800 | 1806 | 1821 | 1831 | 1836 | 1841 | 1846 | 1851 |
| ---- | ---- | ---- | ---- | ---- | ---- | ---- | ---- | ---- |
| 868  | 929  | 838  | 909  | 923  | 820  | 800  | 815  | 840  |

| 1856 | 1861 | 1866 | 1872 | 1876 | 1881 | 1886 | 1891 | 1896 |
| ---- | ---- | ---- | ---- | ---- | ---- | ---- | ---- | ---- |
| 835  | 742  | 730  | 717  | 693  | 658  | 654  | 598  | 543  |

| 1901 | 1906 | 1911 | 1921 | 1926 | 1931 | 1936 | 1946 | 1954 |
| ---- | ---- | ---- | ---- | ---- | ---- | ---- | ---- | ---- |
| 579  | 537  | 520  | 500  | 503  | 435  | 422  | 396  | 420  |

| 1962 | 1968 | 1975 | 1982 | 1990 | 1999 | 2005 | 2006 | 2010 |
| ---- | ---- | ---- | ---- | ---- | ---- | ---- | ---- | ---- |
| 387  | 353  | 288  | 236  | 206  | 167  | 143  | 145  | 151  |

| 2015 | 2020 | 2022 | - | - | - | - | - | - |
| ---- | ---- | ---- | - | - | - | - | - | - |
| 133  | 143  | 145  | - | - | - | - | - | - |

## Culture locale et patrimoine

### Lieux et monuments

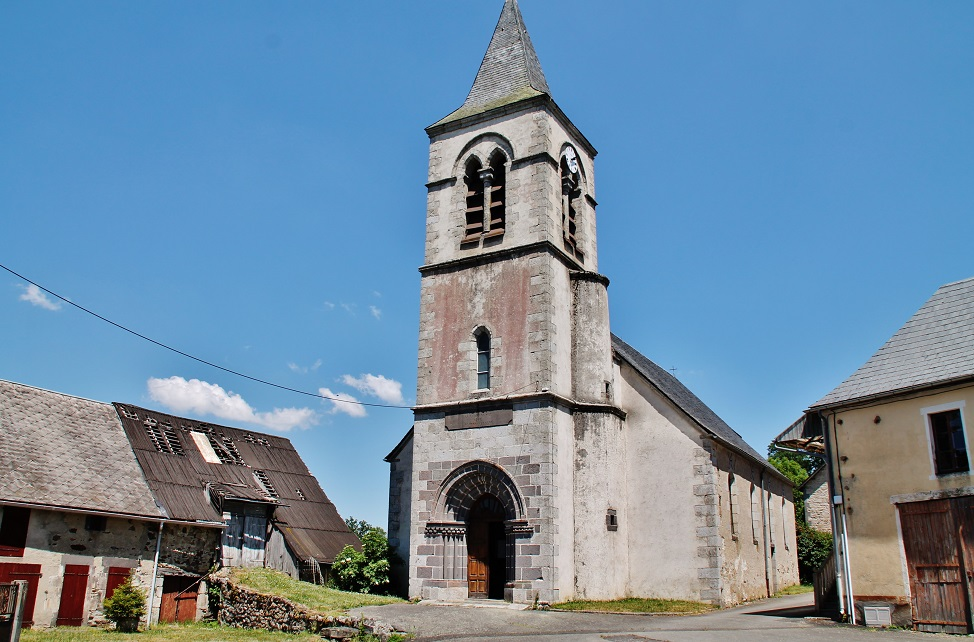
L'église Saint-Gervais.

- Église paroissiale Saint-Gervais.